# Prefektura Lefkada
Lefkada je jedna od grčkih prefektura, dio periferije Jonski otoci.

## Općine i zajednice
| Općina     | YPES kod | Sjedište (ako je različito) | Poštanski broj |
| ---------- | -------- | --------------------------- | -------------- |
| Apollonioi | 3601     | Vasiliki                    | 310 82         |
| Ellomenos  | 3602     | Nydri                       | 311 00         |
| Karya      | 3604     |                             | 310 80         |
| Lefkada    | 3606     |                             | 311 00         |
| Meganisi   | 3607     | Katomeri                    | 310 83         |
| Sfakiotes  | 3608     | Lazarata                    | 310 80         |
| Zajednica  | YPES kod | Sjedište (ako je različito) | Poštanski broj |
| Kalamos    | 3603     |                             | 310 81         |
| Kastos     | 3605     |                             | 310 81         |

Napomena: Općine Meganisi, Kalamos, i Kastos su na zasebnim otocima, dok je ostatak na otoku Lefkada.